# Malcus japonicus
Malcus japonicus är en insektsart som beskrevs av Hajime Ishihara och Hasegawa 1941. Malcus japonicus ingår i släktet Malcus och familjen Malcidae. Inga underarter finns listade i Catalogue of Life.